# Avakum Avakumović
Avakum Avakumović (srbsky Авакум Авакумовић, 1774–1811, Szentendre, Habsburská monarchie) byl srbský básník, hudebník, voják a flétnista původem z města Szentendre. 
Avakumović se narodil v roce 1774 v Szentendre. Jeho otec Georgij byl politický pracovník. V roce 1791 jeho rodina získala uherský šlechtický titul. Jako malý navštívil Avakumović Bělehrad, který byl ještě pod tureckou nadvládou. Ve 12 letech začal hrát na flétnu. Psal milostné i vlastenecké písně. I když se nejprve chtěl věnovat duchovní činnosti, nakonec vstoupil v 16 letech do armády do pohraničního vojska. Bojoval nakonec v napoleonských válkách, a to na území dnešní Itálie a Německa. Celkem jedenáctkrát byl raněn, získal hodnost majora a v roce 1810 byl demobilizován. 
Flétna, kterou sestrojil, bývala označována jeho jménem (avakumica), nicméně přesné nákresy i její podoba se nedochovala. Připomínána je jen v názvu písně An den Genius von Avakumovics Flöte. Pro své přátele pořádal různé koncerty. Jeho schopností si povšiml i Jakov Ignjatović. 
Avakumović zemřel dne 9. května 1811 v Szentendre na zápal plic. Na jeho rodném domě se nachází pamětní deska.